# Regió Nord (Burkina Faso)
La regió Nord, és una de les 13 regions administratives de Burkina Faso. Fou creada el 2 de juliol del 2001, té una població d'1,002,526 habitants (2002). La capital d'aquesta regió és Ouahigouya. Hi ha quatre províncies en aquesta regió: Loroum, Passoré, Yatenga i Zondoma.